# Alex Pangman
| Alex Pangman                              | Alex Pangman                              |
| Kattints az alábbi külső linkek egyikére! | Kattints az alábbi külső linkek egyikére! |
| ----------------------------------------- | ----------------------------------------- |
| Nem található szabad kép.(?)              |                                           |
| külső link · jogvédett                    | Alex Pangman                              |

Alex Pangman (Mississauga, 1976. szeptember 4. –) kanadai dzsesszénekesnő, a Great American Songbook dalai előadásának specialistája.

## Pályakép
2011-ben szerződött a Justin Time Records-szal, és felvette a 33 című albumot. 2016-ban Juno-díjra jelölték videós, filmes, televíziós és rádiós szerepléseiért. Abban a  stílusban énekel, amelyet Connie Boswell és Kay Starr jazzénekesek tettek népszerűvé.
Dolgozott, lemezeket készített Bucky Pizzarellivel, Ron Sexsmith-szel, Dick Sudhalterrel, Don Kerrel, Jeff Healey-vel, Terra Hazeltonnal és a New Orleans Cottonmouth Kings együttessel. Megjelent egy EP-je 78 fordulat/perc sebességű, acetát lemezre felvett számokkal a Katrina hurrikán túlélőinek javára. Connie Boswell egy korábban még fel nem fedezett dalának egy kislemezét id megjelentette.
Pangman cisztás fibrózist örökölt. 2008 novemberében sikeres kettős tüdőátültetésen esett át. A műtét után elkezdte felhívni a figyelmet Kanada szervátültetési kérdésének témájára. 2013 nyarán szervkilökődésen esett át, és 2013 augusztusában megkapta második kettős tüdőátültetését.
2014 márciusában már ismét lemezt készített.

## Albumok
- They Say... (1999)
- Can't Stop Me from Dreaming (2001)
- 33 (2011)
- Have a Little Fun ( 2013)
- New (2014)
- Hot Three! (2015)
- I'm All Dressed Up With A Broken Heart (kislemez; 2020)
- If We Never Meet Again, (kislemez; 2021)

## Díjak
- 2016: Legjobb dzsesszénekesnő; jelölés.

- A National Jazz Awards háromszoros jelöltje, kétszer az „Év dzsesszénekese”, egyszer pedig a „Legjobb eredeti dal” előadója.

## Filmek
- Alex Pangman az IMDb-n